# Kwantumgroep
In de groepentheorie, een deelgebied van de wiskunde, en de theoretische natuurkunde, worden met de term kwantumgroep verschillende soorten van niet-commutatieve algebra met additionele structuur aangeduid. In het algemeen is een kwantumgroep een soort van Hopf-algebra. Er is geen enkele, allesomvattende definitie van een kwantumgroep, maar in plaats daarvan een familie van grotendeels vergelijkbare objecten. 
De term "kwantumgroep" verscheen voor het eerst in de theorie van de kwantum integreerbare systemen. De theorie werd geformaliseerd door Vladimir Drinfel'd en Michio Jimbo als een bepaalde klasse van Hopf-algebra. Dezelfde term wordt ook gebruikt voor andere Hopf-algebra's, die nauw varwant zijn aan klassieke Lie-groepen of Lie-algebra's of deze vervormen, zoals een 'bikruisproduct' klasse van kwantumgroepen, dat enige tijd na het werk van Drinfel'd en Jimbo werd ingevoerd door Shahn Majid. 
In de aanpak van Drinfel'd, ontstaan kwantumgroepen als Hopf-algebra's afhankelijk van een hulpparameter q van h, die universele omhullende algebra's van een bepaalde Lie-algebra worden, vaak halfenkelvoudige- of affiene Lie-algebra, wanneer q = 1 of h= 0. Nauw verwant hieraan zijn bepaalde duale objecten, ook Hopf-algebra's die ook kwantumgroepen worden genoemd. Zij vervormen de algebra van functies op de corresponderende halfenkelvoudige algebraïsche groep van een compacte Lie-groep. 
Net zoals groepen vaak als symmetrieën verschijnen, werken kwantumgroepen in op vele andere wiskundige objecten en is het mode geworden om het bijvoeglijk naamwoord kwantum in dergelijke gevallen te introduceren; voorbeelden zijn de kwantumvlakken en de kwantum-Grassmannianen.